# صدف‌های گرزی
صدف‌های گرزی (نام علمی: Drilliidae) نام یک تیره از بلندشکم‌پایان است.